# Municipio de Ferry (Míchigan)
El municipio de Ferry (en inglés: Ferry Township) es un municipio ubicado en el condado de Oceana en el estado estadounidense de Míchigan. En el año 2010 tenía una población de 1292 habitantes y una densidad poblacional de 13,82 personas por km².

## Geografía
El municipio de Ferry se encuentra ubicado en las coordenadas 43°35′58″N 86°13′6″O / 43.59944, -86.21833. Según la Oficina del Censo de los Estados Unidos, el municipio tiene una superficie total de 93.52 km², de la cual 86,22 km² corresponden a tierra firme y (7,8 %) 7,29 km² es agua.

## Demografía
Según el censo de 2010, había 1292 personas residiendo en el municipio de Ferry. La densidad de población era de 13,82 hab./km². De los 1292 habitantes, el municipio de Ferry estaba compuesto por el 92,96 % blancos, el 0,08 % eran afroamericanos, el 2,24 % eran amerindios, el 0,46 % eran asiáticos, el 1,86 % eran de otras razas y el 2,4 % eran de una mezcla de razas. Del total de la población el 6,81 % eran hispanos o latinos de cualquier raza.